# Nermedin Selimow
Nermedin Selimow Chjuseinow (bg. Нермедин Селимов Хюсеинов; ur. 3 stycznia 1954 we wsi Biserci) – bułgarski zapaśnik walczący w stylu wolnym. Dwukrotny olimpijczyk. Brązowy medalista z Moskwy 1980 i piąty w Montrealu 1976. Startował w kategorii 52 kg.
Czwarty na mistrzostwach świata w 1977. Złoty medalista mistrzostw Europy w 1978 i 1980. Mistrz świata juniorów z 1973 i wicemistrz z 1975 roku.
- Turniej w Montrealu 1976

Pokonał Kamila Özdağa z Turcji, Gordona Bertie z Kanady i Eloya Abreu z Kuby, a przegrał z Władysławem Stecykiem i Jeonem Hae-seopem z Korei Południowej. 
- Turniej w Moskwie 1980

Wygrał z Markiem Dunbarem z Wielkiej Brytanii, Kumarem Ashokiem z Indii, Koce Efremovem z Jugosławii, Jangiem Dok-ryong z Korei Północnej i Węgrem Lajosem Szabó, a przegrał z Anatolijem Biełogłazowem z ZSRR i Władysławem Stecykiem.